# A. Tom Ameise und seine Freunde
A. Tom Ameise und seine Freunde (Originaltitel: The Atom Ant Show, Alternativtitel: A-Tom Ameise / Atom-Anton, die Superameise) ist eine US-amerikanische Zeichentrickserie, die zwischen 1965 und 1966 produziert wurde.

## Handlung
Mithilfe einer Antenne empfängt die Superameise Atom-Anton Hilferufe und mithilfe ihrer Superkräfte zu helfen.

## Produktion und Veröffentlichung
Die Serie wurde zwischen 1965 und 1966 in den Vereinigten Staaten produziert. Dabei sind 26 Folgen entstanden. Die Konzeption und Produktion stammt von William Hanna und Joseph Barbera. 
In Deutschland wurde die Serie erstmals 1968 im WWF-Regionalprogramm ausgestrahlt. Weitere Ausstrahlungen erfolgten auf RTL II und Boomerang.